# 苏维埃广场 (格罗德诺)

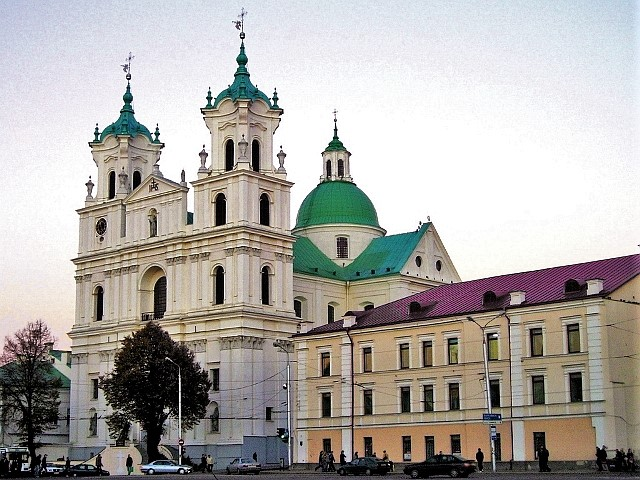
苏维埃广场

苏维埃广场是白俄罗斯城市格罗德诺的中心广场。

## 历史
在1921-1939年波兰统治时期，该广场名为巴托里广场，得名于波兰国王斯特凡·巴托里。在16世纪，他曾在格罗德诺居住。